# Telegrafenturm Bailly (Yvelines)

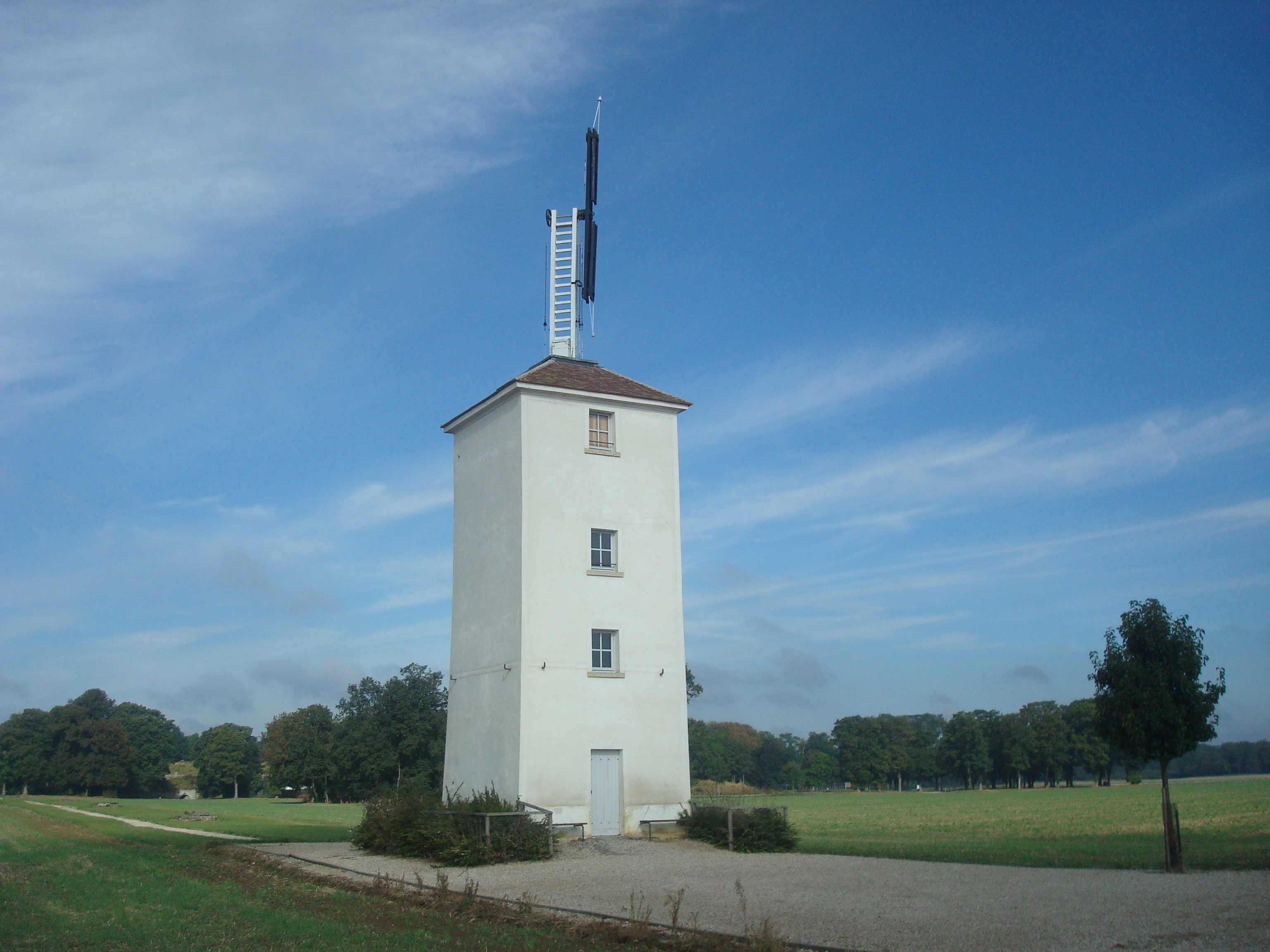
Telegrafenturm in Bailly

Der Telegrafenturm (frz. Tour du télégraphe Chappe) in Bailly, einer französischen Gemeinde im Département Yvelines der Region Île-de-France, wurde Anfang der 1790er Jahre errichtet. Der Telegrafenturm nordöstlich des Ortes in der Flur Trou d'Enfer ist seit 1943 als Monument historique geschützt.
Das optische Telegrafensystem wurde in Frankreich von Claude Chappe (1763–1805) erfunden und von 1794 bis 1844 genutzt. Der rechteckige Turm bildete die vierte Station des Telegrafensystems von Paris nach Brest, das 1794 in Betrieb genommen wurde. 
Der dreigeschossige Telegrafenturm mit Fenstern und einem Zeltdach wurde renoviert und mit einer Mobilfunkantenne ausgestattet.